# Estrela escura
Uma estrela escura é um tipo teórico de estrela que pode ter existido nos primórdios da história do universo, antes que as estrelas convencionais pudessem se formar. Essas estrelas seriam compostas por matéria comum, como as estrelas atuais, mas uma alta concentração de matéria escura de neutralino em seus núcleos geraria calor através de reações de aniquilação entre as partículas de matéria escura. Esse calor previniria que essas estrelas entrassem em colapso e se tornassem compactas como as estrelas atuais, prevenindo assim que a fusão dos átomos de matéria normal se iniciasse.
Nesse modelo, prevê-se que uma estrela escura seria uma enorme nuvem de hidrogênio e hélio cujo tamanho variaria entre 4 e 2000 unidades astronômicas em diâmetro, possuindo uma temperatura superficial baixa o bastante de forma que a radiação emitida seria invisível a olho nu.
É possível que estrelas escuras tenham sobrevivido até os dias atuais. Apesar de não emitirem luz visível, elas seriam detectáveis por suas emissões de raios gamma, neutrinos, e antimatéria e estariam associadas a nuvens de hidrogênio molecular que, normalmente, não circundariam partículas energéticas.